# انکارگرایی

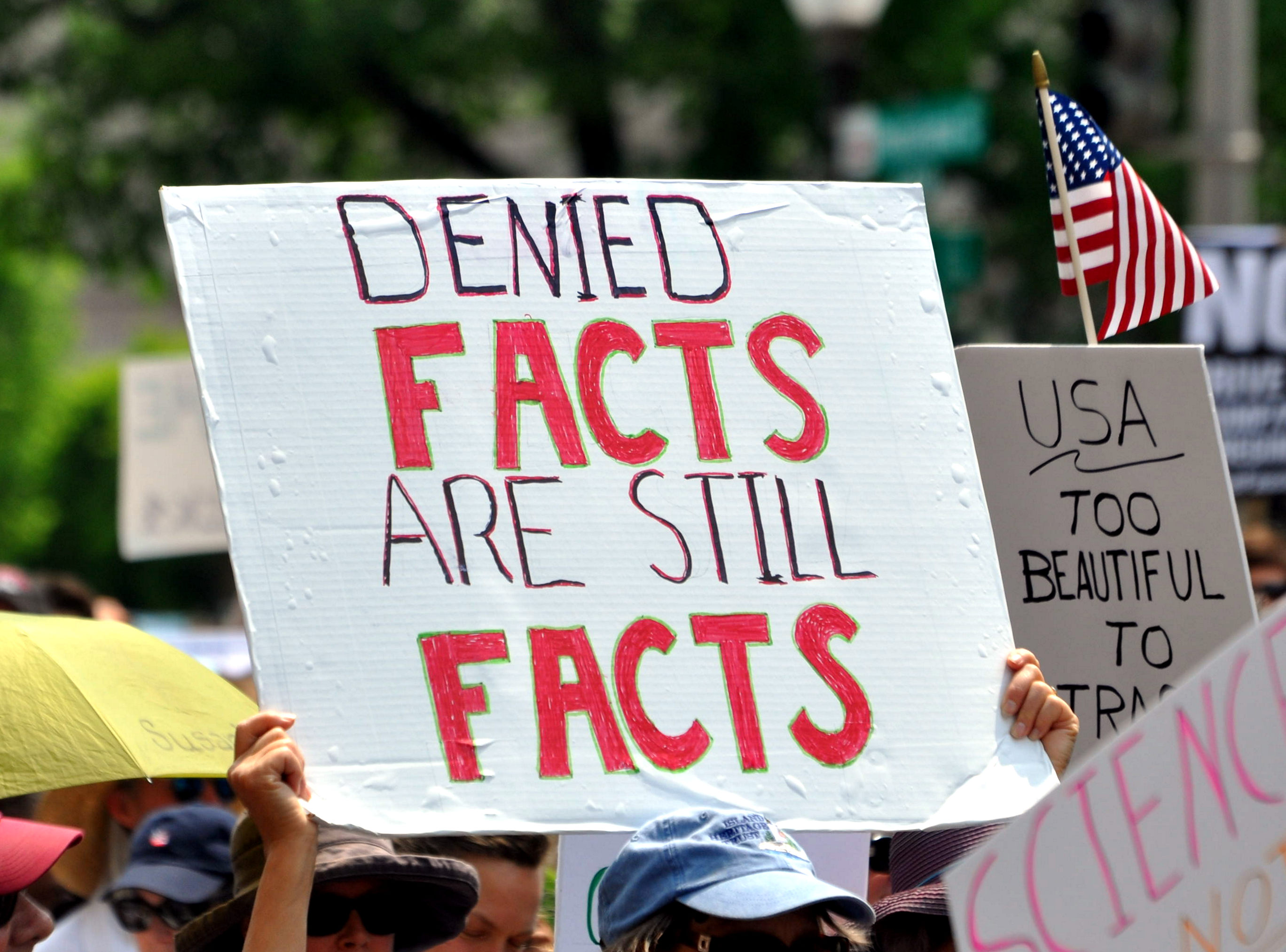
بنر راهپیمایی تغییر اقلیمی ۲۰۱۷ در واشینگتن، دی.سی.

انکارگرایی یا دنایلیسم (به انگلیسی: Denialism) گزیدن انکار واقعیت برای دوری جستن از یک حقیقت ناراحت‌کننده است. پل اشی می‌گوید؛ «[آن] امتناع از پذیرش حقایق قابل اثبات به صورت شواهد تجربی است. اساساً عملی نابخردانه است که از تاًیید یک رویداد یا تجربه تاریخی مضایقه می‌کند.»

## تعریف
انکارگرایی وضعیتی است که در آن فرد برای دوری جستن از یک حقیقت نامطلوب، انکار را انتخاب می‌کند. انگیزه‌های مختلفی برای انکارگرایی پیشنهاد شده که عموماً به نوعی دفاع شخصی در برابر واقعیتی نامطلوب اشاره می‌کنند. واقعیت نامطلوب می‌تواند هر آنچه که علیه منافع شخصی یا باورها و اعتقادات او باشد باشد. در ضمن، فرد ممکن است افکاری که برای او مشوش کننده هستند را انکار کند.

## انکارگرایی در علم
انکارگرایی در علم به معنای رد مفاهیمی پایه‌ای که در شمار قطعیات بلامنازع محسوب می‌شوند و مورد اجماع علمی قرار دارند و جایگزینی آنها با ایده‌های رادیکال و بحث‌انگیز است. یکی از مشخصه‌های انکارگرایی، انکار وجود شواهد قریب به اتفاق، و تلاش برای جلوه‌دادن آن به صورت یک مناقشه و انکار وجود اجماع در آن زمینه است. یکی از نمونه‌های معاصر انکارگرایی در علم، به منکران تغییر اقلیم یا انکار تغییر اقلیم مربوط می‌شود. این افراد با اجماع علمی در مورد گرمایش زمین و تغییر اقلیم (در اثر فعالیت‌های انسانی) مخالفند.
انکارگرایی در علم، به این صورت تعریف شده است؛ رد مفاهیم پایه‌ای که قطعیات بلامنازع هستند و توسط اجماع علمی پذیرفته شده‌اند، و جایگزینی آنها با ایده‌های رادیکال و بحث‌انگیز. یکی از مشخصه‌های انکارگرایی، انکار وجود شواهد قریب به اتفاق، و تلاش برای جلوه‌دادن آن به صورت یک مناقشه و انکار وجود اجماع در آن زمینه است. یک مثال مشهور آن خلقت‌گرایی زمین جوان است، که با نظریه فرگشتی مخالفت می‌کند.
اصطلاح انکارگرایی هولوکاست یا انکارگرایی ایدز از دیگر موارد پرکاربرد است. همچنین اصطلاح انکارگرایی تغییرات آب و هوا به کسانی که با اجماع علمی در مورد گرمایش زمین به علت اصلی دخالت انسانی مخالفند گفته می‌شود. استفاده از اصطلاح انکارگرایی مورد انتقاد قرار گرفته است، برای مثال از آن به عنوان ابزار تبلیغاتی برای سرکوب دیدگاه‌های متفاوت از دیدگاه رایج یاد شده است. به‌طور مشابه، در مقاله‌ای در مورد اهمیت شک‌گرایی، از کلایو جیمز، او از استفاده از واژه انکارگرایان برای شک‌گرایان تغییرات آب و هوا انتقاد می‌کند، زیرا به نظر او «جلوه یک متعصب انکارکننده هولوکاست را در نظر می‌آورد». سلیا فاربر، از اصطلاح انکارگرایان ایدز انتقاد کرده است، زیرا به نظر او هم‌طراز پنداشتن اخلاقی انکار ایدز با انکار هولوکاست و جنایات نازی‌ها کار نادرستی است. هرچند، رابرت گالو، این‌طور مقایسه را درست می‌داند، و به نظر او، انکار ایدز به عنوان نوعی شبه‌علم مشابه انکار هولوکاست است و هر دو در «تناقض با بدنه بزرگی از پژوهش‌ها» هستند.
چندین انگیزه برای انکارگرایی پیشنهاد شده است از جمله، اعتقادات مذهبی و منافع شخصی، یا به عنوان مکانیسم دفاعی روانی علیه افکاری که برای فرد مشوش‌کننده است.